# جامع الكبير نيريز
جامع الكبير نيريز (بالفارسية: مسجد جامع کبیر نی‌ریز) مرتبط بالدولة السلجوقية ويقع في نيريز.